# Cmentarz żydowski w Lidzbarku
Cmentarz żydowski w Lidzbarku – kirkut mieści się przy ul. Zieluńskiej, naprzeciwko marketu Biedronka. Powstał w 1828 roku. Miał powierzchnię 0,59 ha. Zachowały się na nim fragmenty zniszczonych macew. Widoczne są także fundamenty ohelu lub domu przedpogrzebowego.